# Une veuve
Pour les articles homonymes, voir Veuve.
Une veuve est une nouvelle de Guy de Maupassant, parue en 1882.

## Historique
Une veuve est initialement publiée dans la revue Le Gaulois du 1er septembre 1882, puis dans le recueil Clair de lune en 1883.

## Résumé
Dans cette histoire tragique, trois générations de la famille Santèze sont marquées par des passions dévorantes et des fins tragiques. Le grand-père, tombé amoureux à l'âge de soixante-cinq ans d'une fille de fermier, se suicide après qu'un étranger lui ait pris son amour. Le père, apprenant que sa maîtresse à Paris le trompe, met fin à ses jours dans une chambre d'hôtel.
À la suite de ces drames, la mère et son fils de douze ans emménagent chez la sœur de la mère. Le garçon, fasciné par les histoires passionnées de sa famille, tombe amoureux de sa cousine. Cependant, son amour prend des proportions excessives, provoquant la distance entre eux lorsque, poussé par son désespoir, il laisse entendre qu'il pourrait suivre le même chemin tragique que son père.
L'année suivante, à son retour de l'école, le jeune garçon découvre que sa cousine est fiancée. Se sentant abandonné, il écrit une lettre d'adieu et se pend dans le parc. Profondément touchée par la mort de son cousin, la cousine rompt ses fiançailles et se considère désormais comme la veuve de son cousin, portant le fardeau de cette tragédie pour le reste de sa vie.

## Éditions
- Une veuve, dans Maupassant, Contes et Nouvelles, texte établi et annoté par Louis Forestier, éditions Gallimard, Bibliothèque de la Pléiade, 1974  (ISBN 978 2 07 010805 3).